# Haplochthonius graecus
Haplochthonius graecus är en kvalsterart som beskrevs av Sandór Mahunka 1992. Haplochthonius graecus ingår i släktet Haplochthonius och familjen Haplochthoniidae. Inga underarter finns listade i Catalogue of Life.